# 渣士帕·卡栗

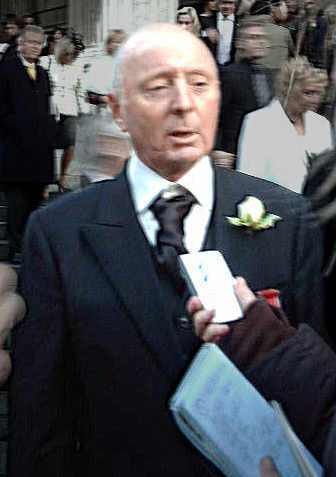
賈斯柏·卡栗

賈斯柏·卡栗（Jasper Carrott，1945年3月14日—)，OBE，原名 Robert Davies, 英國喜劇、棟篤笑演員。

## 求學與成名
卡栗出生於英國伯明翰的雅確斯紀連區 (Acocks Green)，入讀摩士利學校。他16歲那年在梳利候區創立了自己的民間音樂俱樂部，名叫 The Boggery。他不單只當上俱樂部節目主持人，還自己唱歌表演。但他歌唱時不斷習慣性地諧謔、嘲笑、爆肚令越來越多人否定他是一名歌星，而認定他是一名喜劇演員。他亦是一名歌手經理人，跟Harvey Andrews合伙Finger-Me-Gig公司，管理包括Decameron在內的樂隊。
1975年，卡栗的一首搞笑歌曲《時髦輕便摩托車》(Funky Moped)打入英國細碟榜第5位。這張細碟的B面灌錄了一段模仿兒童電視節目The Magic Roundabout、有傷風化的獨白。英國廣播公司曾經禁止播放這段獨白，反令它的銷量更加增多。

## 棟篤笑電視節目
卡栗主要依靠的傳播媒介是電視。1978年, 他成功跟「週末倫敦電視公司」London Weekend Television 合作，製作了「與卡栗共聚」(An Audience with Jasper Carrott)。不久，又跟英國廣播公司製作週六晚現場直播喜劇節目 Carrott's Lib。成名以後，卡栗仍不斷製作棟篤笑節目，計有：《罐頭紅蘿蔔》(Canned Carrott), Carrott Gets Rowdie，《打贏紅蘿蔔》(Beat The Carrott)，《晴朗紅蘿蔔》(Carrott Del Sol)，《美國紅蘿蔔》(American Carrott)，《機密紅蘿蔔》(Carrott Confidential)，《24卡金》24 Carrott Gold、等等。最為人熟識的，莫過於他那利用世界各地奇怪、幽默的廣告而製作的《瘋癲的卡栗廣告》節目(Carrott's Commercial Breakdown)。
在《罐頭紅蘿蔔》節目裡，有一段是模仿警方偵探。卡栗也曾經多次在國際特赦組織主辦的慈善演唱會中表演。2004年他重返舞台，在伯明翰的全國室內競技場表演多場賣座的棟篤笑表演。2005年他在 《在你自己那邊玩》歌唱舞台劇中擔當演出。
製作全球知名的電視遊戲節目《百萬富翁》的製作公司Celador，卡栗便是其中一位股東。2006年，他與妻子希素把他們擁有的Celador股權出售，套現1,000萬英鎊。他的女兒露絲(Lucy Davis)是一名女演員，在《辦公室風雲》裡主演 Dawn的角色。
卡栗是一名伯明罕城足球俱樂部的忠實擁躉和理事。2002年他獲英女皇頒授OBE勛銜。2004年伯明翰大學頒授榮譽博士學位給他。
英國獨立報在2006年4月1日開了他一個愚人節玩笑。話說有消息說，由於伯明翰大學和美國阿拉巴馬州伯明翰大學結盟成為友好大學，這個結盟使到美國國務卿賴斯與卡栗會面。消息說卡栗形容賴斯接吻非常凶猛。這個新聞條目其後在大學挑戰賽電視節目中成為額外環節裡虛假新聞的其中一條問題。
卡栗是伯明翰知名傳奇級人物。2005年他在Jasper Carrott's Rock With Laughter表演中與一些英國演藝名人，例如：Bonnie Tyler、連尼·亨利、貝夫·貝文和舞王舞蹈團同台演出。

## 外部連結
- 賈斯柏.卡栗官方網站 （页面存档备份，存于）
- 英國廣播公司喜劇節目一覽 （页面存档备份，存于）
- 賈斯柏.卡栗 IMDB.com （页面存档备份，存于）